# All Ages
All Ages è una compilation del gruppo musicale punk rock dei Bad Religion, pubblicato il 7 novembre 1995 da Epitaph Records. L'album contiene canzoni dal 1988 al 1992 più una canzone del loro primo album How Could Hell Be Any Worse? e due tracce live registrate nel 1994 al loro Tour europeo. All Ages non contiene nessuna canzone degli album precedenti (Recipe for Hate e Stranger than Fiction) perché questi ultimi sono stati pubblicati da Atlantic Records.

## Tracce
1. I Want to Conquer the World (da No Control)
2. Do What You Want (live) (da Suffer)
3. You Are (The Government) (da Suffer)
4. Modern Man (da Against the Grain)
5. We're Only Gonna Die (da How Could Hell Be Any Worse?)
6. The Answer (da Generator)
7. Flat Earth Society (da Against the Grain)
8. Against The Grain (da Against the Grain)
9. Generator (da Generator)
10. Anesthesia (da Against the Grain)
11. Suffer (da Suffer)
12. Faith Alone (da Against the Grain)
13. No Control (da No Control)
14. 21st Century Digital Boy (da Against the Grain)
15. Atomic Garden (da Generator)
16. No Direction (da Generator)
17. Automatic Man (da No Control)
18. Change Of Ideas (da No Control)
19. Sanity (da No Control)
20. Walk Away (da Against the Grain)
21. Best For You (da Suffer)
22. Fuck Armageddon This Is Hell (live) (da How Could Hell Be Any Worse?)

## Formazione
- Greg Graffin - voce
- Brian Baker - chitarra
- Greg Hetson - chitarra
- Jay Bentley - basso
- Bobby Schayer - batteria